# درختچه‌ای-استپی

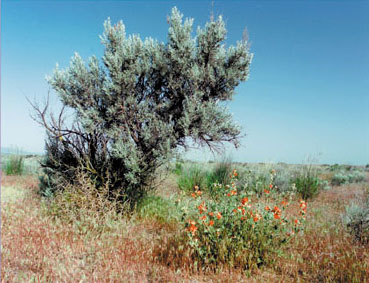
خاکشیر

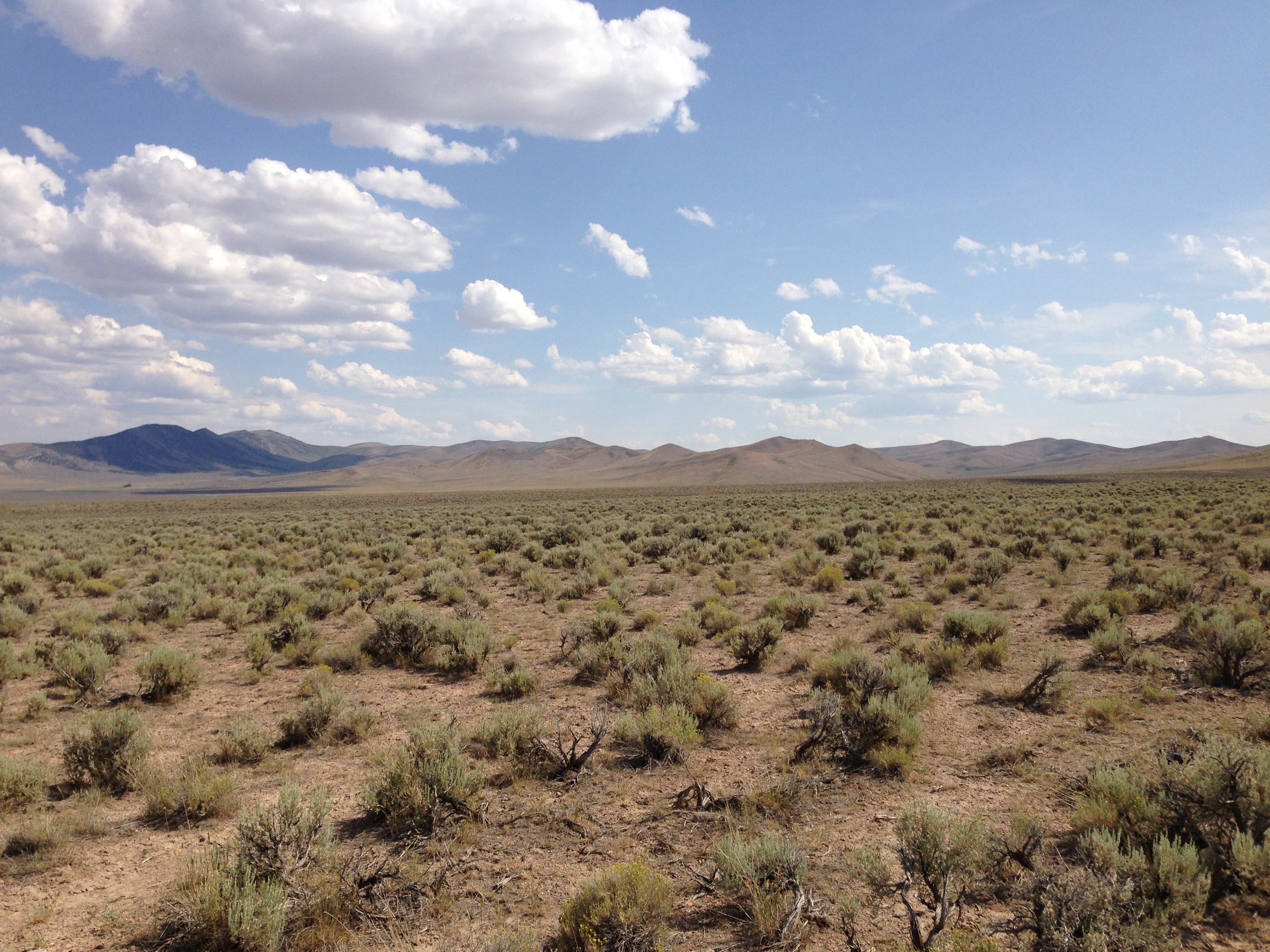
استپ درمنه در شمال شرقی نوادا در امتداد US 93

درختچه‌ای-استپی یا درختچه‌ای-دشتی (به انگلیسی: Shrub–steppe) نوعی علفزار طبیعی کم‌بارش است. در حالی که استپ‌های درختچه‌ای خشک هستند، رطوبت کافی برای حمایت از پوششی از علف‌ها یا درختچه‌های چندساله دارند، ویژگی که آنها را از بیابانها متمایز می‌کند.
فرآیندهای اکولوژیکی اولیه که از لحاظ تاریخی در اکوسیستم‌های درختچه‌ای-استپی کار می‌کنند، خشکسالی و آتش‌سوزی هستند. گونه‌های گیاهی درختچه‌ای-استپی سازگاری خاصی را با شرایط کم‌بارش سالانه و شرایط خشکسالی تابستانی ایجاد کرده‌اند. سازگاری گیاهان با رژیم‌های مختلف رطوبت خاک بر توزیع آنها تأثیر می‌گذارد. یک رژیم آتش‌سوزی مکرر در استپی-درختچه‌ای به‌طور مشابه به الگوی تکه‌تکه درختچه و چمن که مشخصه اکوسیستم درختچه-استپی است می‌افزاید.